# 3741 Rogerburns
3741 Rogerburns este un asteroid din centura principală, descoperit pe 2 martie 1981 de Schelte Bus.